# 성적 지향 전환 시도
성적 지향 전환 시도(Sexual orientation change efforts, SOCE)는 성적 지향을 바꾸려는 방법으로, 동성애와 양성애를 이성애로 바꾸기 위해 사용된다. 이러한 시도에는 행동 기법, 인지 행동 기법, 정신분석학적 기법, 의학적 기법, 종교적이고 영적인 접근이 포함되며, 지역에 따라 "교정 강간"이라는 성폭력의 형태로 시행된다. 성적 지향 전환 시도가 효과가 있는지 과학적으로 엄밀성을 갖춰 결론을 내린 연구는 없다.
행동과학, 사회과학, 정신건강 전문가들은 동성애와 양성애가 그 자체로 정상적이고 긍정적인 인간 성적 지향의 차이라는 것에 1970년대부터 동의해왔다. 연구를 통해서 동성애 또는 이성애가 장애나 비정상이라는 과학적인 근거를 일관적으로 찾을 수 없었다.
게이, 레즈비언 또는 양성애자가 정신 건강과 사회적 적응 측면에서 정상적일 수 있다는 것을 보여주는 수많은 연구 증거가 있다. 이 때문에, 주류 정신 건강 전문 단체는 동성애자가 스스로의 성적 지향을 바꾸도록 부추기지 않는다. 사실, 성적 지향을 바꾸도록 부추기는 것은 오히려 그들의 심리적 복지에 해가 될 수 있기 때문에 윤리적으로 수상쩍다. 임상 관찰과 자기보고에 따르면 성적 지향을 바꾸는 데 실패한 다수의 사람들은 상당한 심리적 고통을 겪었다.
따라서 어떠한 주류 정신 건강 전문 단체도 성적 지향을 바꾸려는 시도를 허가하지 않았다. 사실상 모든 전문적인 단체가 성적 지향을 바꾸고자 하는 치료에 대해 전문가와 대중들에게 경고하는 정책 강령을 채택했다. 왕립 정신의학 대학(The Royal College of Psychiatrists)은 미국 정신의학회(American Psychiatric Association)와 미국 심리학회(American Psychological Association)는 공동으로 동성애 연구 및 치료를 위한 전미 협회(NARTH)같은 소위 전환 치료 집단의 입장이 비과학적이며, 그들이 권장하는 흔히 동성애 치료라고 일컬어지는 것이 편견과 차별을 조장하게끔 한다며 우려를 표했다.
성소수자 인권과 시민 인권 단체, 전문가와 과학자 집단 등이 내세우는 가치가 몇몇 보수 종교단체가 내세우는 가치와 서로 반대되기 때문에 성적 지향 전환 시도에 대한 논란이 많다. 국제적 과학 연구와 합의에 반하여, 몇몇 개인과 단체는 동성애가 발달적이거나 도덕적인 결함이라는 생각을 확산시키며 심리 치료나 종교적인 성적 지향 전환 시도가 동성애 감정과 행동을 바꿀 수 있다고 주장한다. 이러한 노력은 잠재적으로 해로운데, 왜냐하면 이들은 레즈비언, 게이, 그리고 양성애자 청소년이 정신 질환이거나 정신 장애라는 관점을 표출하고 성적 지향을 바꿀 수 없는 것을 개인적이고 도덕적인 실패라고 규정하기 때문이다. 이러한 개인과 단체의 다수가 정치적이고 종교적인 배경에서 동성애에 낙인을 뒷받침하는 보수 종교적 정치 운동의 큰 맥락에 포함된 것으로 드러난다.
스스로의 성적 지향 전환 시도를 하도록 하는 강한 보수적인 종교적 관점을 갖는 집단이 있다. 엑소더스 인터내셔널의 공동 창설자와 다른 전(前) 회장들이 자신들이 했던 탈동성애 운동(ex gay)과 자칭 도움을 준다면서 해를 끼쳤던 것에 대한 공식적인 공개 사과를 한 적이 있다.

## 역사
동성애를 바꾸려는 의학적 시도에는 자궁 절제술, 난소 절제술, 음핵 절제술, 거세, 정관수술, 외음부 신경 절제술, 뇌엽 절제술같은 외과적 치료가 포함되었다. 화학적인 방법에는 호르몬 치료, 약학적 충격 요법, 그리고 성적 자극제와 억제제를 이용한 치료가 포함되었다. 다른 방법에는 혐오 요법, 이성애 혐오 제거, 전기충격, 집단 치료, 최면, 그리고 정신분석이 포함되었다.

### 리하르트 폰 크라프트-에빙
리하르트 폰 크라프트-에빙(Richard von Krafft-Ebing)은 독일-오스트리아 정신과 의사이자 성과학(sexology)의 창시자 중 한 명이다. 성 병리학에 대한 그의 첫 번째 체계적인 연구는 1977년에 독일 정신의학 저널에 출판되었다. 그의 영향력 있는 연구 Psychopathia Sexualis는 1886년에 출판되었다. 많은 개정판과 번역판이 나왔고, 크라프트-에빙은 동성애 질병 모델의 옹호자가 되었다.
Psychopathia Sexualis의 네 번째 장인 “General Pathology“에서 동성애를 불일치된 성 본능으로써 그 진단과 예후, 치료법을 다뤘다. 크라프트-에빙은 동성애가 선천적일 수도 있고 후천적일 수도 있다고 믿었다. 그는 동성애는 자위행위를 막고 "성생활의 불결한 조건으로부터 생긴" 신경증을 치료함으로써 때때로 치료될 수 있으나, 이러한 방법은 "후천적으로 얻어진 불일치된 성 본능이 그리 경과하지 않은" 희귀한 경우에만 통했기에 따라서 후천적일지라도 보통 동성애 치료가 효과가 없다고 믿었다. 크라프트-에빙은 대부분의 경우 최면이 "구원의 유일한 방법"이라고 믿었다. 그는 자기최면이 성공적으로 효과를 본 사례를 하나밖에 모르기에 동성애 치료에는 타인의 최면 암시가 필요하다고 주장했다.
크라프트-에빙은 이러한 방법에 대해"...  최면 암시는 자위 충동과 동성애 감정을 제거하고 강한 이성애 감정을 불러일으키는 것이 목적이다"고 썼다.  그는 동성애자가 성범죄를 저지르지 않은 이상 거세와 수용소 억류를 동성애 치료로 받아들이지 않았다. 크라프트-에빙은 동성애 치료의 성공과 실패가 그 원인에 대해 아무것도 입증하지 않았다고 경고했다. 그는 환자가 그러한 치료를 받을 권리를 옹호했다. 크라프트-에빙은 동성애자들에게 의학적 치료가 효과가 없으며 "더러운 동성애자들의 변태성을 전염시킬 기회"를 줄 뿐이라는 여러 반대 의견을 비판했다. 그는 의사가 필요한 치료를 제공할 의무가 있다고 보았다.
그는 "많은 경우, 환자가 성적으로 중립적이 되었을 때 상당히 만족했으며 의학 기술이 사회와 환자 개인에 크게 이바지했다"고 말하면서 자신의 동성애 치료 방법에 대한 논의를 결론짓는다. Psychopathia Sexualis의 나중 판본에는 스스로의 성적 지향을 바꾸길 원치 않았음을 분명히 하는 동성애자들의 자전적인 수기가 더 많이 포함되었다.

### 현재 지위
1880~1900년 의학계와 정신의학계에선 동성애적인 행동을 뚜렷하고 상대적으로 안정적인 성적 지향의 종류를 가진 사람을 시사하는
것으로 판단하는 다른 관점이 우위를 차지하기 시작했다. 19세기 후반과 20세기에는 동성애의 병리학적 모델이 표준이었다
1992년에 세계보건기구(WHO)는 정신 질환의 분류에서 동성애를 삭제하고 자아 이질적 동성애로 대신했다. 영국 정부는 1994년 이를 따랐고, 러시아 연방의 보건부는 1999년, 중국 정신의학회는 2001년 이를 따랐다.
그 이전인 1973년, 미국정신의학회(APA)의 DSM-II에 대한 이사회의 투표에서 성적 이상(Sexual Deviancy)의 disorder로부터 동성애를 삭제하기로 만장일치한 적이 있다. 이러한 결정은 공식적으로 58%의 일반 회원이 가벼운 "성적 지향 장애(disturbance)"를 대신 추가하는 안에 투표함으로써 확정되었고, 1986년 DSM-III에서는 "자아 이질적 동성애"로 대체되었다. 현재 미국정신의학회(APA)는 개인의 성적 지향에 대한 지속적이고 두드러진 디스트레스를 별도로 지정되지 않은 성적 장애(Sexual Disorders Not Otherwise Specified)로 분류한다.
어떠한 주류 정신 건강 전문 단체도 성적 지향을 바꾸려는 시도를 허가하지 않았으며, 사실상 모든 전문적인 단체가 성적 지향을 바꾸고자 하는 치료에 대해 전문가와 대중들에게 경고하는 정책 강령을 채택했다. 이러한 단체에는 미국정신의학회(American Psychiatric Association), 미국심리학회(American Psychological Association), 미국상담협회(American Counseling Association), 미국사회복지사협회(National Association of Social Workers in the USA), the Royal College of Psychiatrists, 호주심리학회(Australian Psychological Society), 그리고 범미건강기구(Pan American Health Organization)가 있다.
미국심리학회(APA)는 동성애가 정상적이고 긍정적인 인간 섹슈얼리티의 일부이며, 성적 지향 전환이 있음직하지 않다는 과학적 사실에 기반해 이 문제에 접근하여 동성애 긍정적 심리치료의 지침과 자료를 제공한다.

## 같이 보기
- 동성애 긍정적 심리치료
- 성소수자 반대 운동
- 동성애 혐오
- 전환 치료
- 탈동성애 운동
- 교정 강간
- 혐오감 프로젝트
- 자아 이질적 성적 지향